# Поточек (Янівський повіт)
Поточек (пол. Potoczek) — село в Польщі, у гміні Поток-Великий Янівського повіту Люблінського воєводства. Населення — 809 осіб (2011).

## Історія
У 1975—1998 роках село належало до Тарнобжезького воєводства.

## Населення
Демографічна структура станом на 31 березня 2011 року:
|          | Загалом | Допрацездатний вік | Працездатний вік | Постпрацездатний вік |
| -------- | ------- | ------------------ | ---------------- | -------------------- |
| Чоловіки | 391     | 83                 | 271              | 37                   |
| Жінки    | 418     | 103                | 230              | 85                   |
| Разом    | 809     | 186                | 501              | 122                  |

## Особистості

### Народилися
- Адам Курилло (1889—1980) — український та польський інженер.